# Інгеборга Данська (1878—1958)
Інгеборга Данська (дан. Ingeborg af Danmark), повне ім'я Інґеборґа Шарлотта Кароліна Фредеріка Луїза Данська (дан. Ingeborg Charlotte Caroline Frederikke Louise af Danmark), ( 2 серпня 1878 — 12 березня 1958) — данська принцеса з династії Глюксбургів, донька короля Данії Фредеріка VIII та шведської принцеси Луїзи, дружина шведського принца Карла.
Починаючи з 1897 року часто виконувала функції першої леді Швеції, оскільки королева Софія відійшла від суспільного життя, а королева Вікторія подовгу жила за кордоном.
Голова Організації дитячого добробуту (швед. Sällskapet barnavård) у 1900—1958 роках.

## Біографія
Народилася в палаці Шарлоттенлунд 2 серпня 1878 року, за часів правління свого діда Крістіана IX. Була п'ятою дитиною та другою донькою в родині кронпринца Данії Фредеріка та його дружини Луїзи Шведської. Мала старших братів Крістіана, Карла та Гаральда й сестру Луїзу. Згодом сімейство поповнилося молодшими дітьми — Тірою, Густавом та Дагмарою.
Мати виховувала дітей турботливо, але в міру суворо, намагаючись прищепити їм почуття обов'язку. Мешкали вони у палацах Амалієнборг взимку та Шарлоттенлунд влітку.

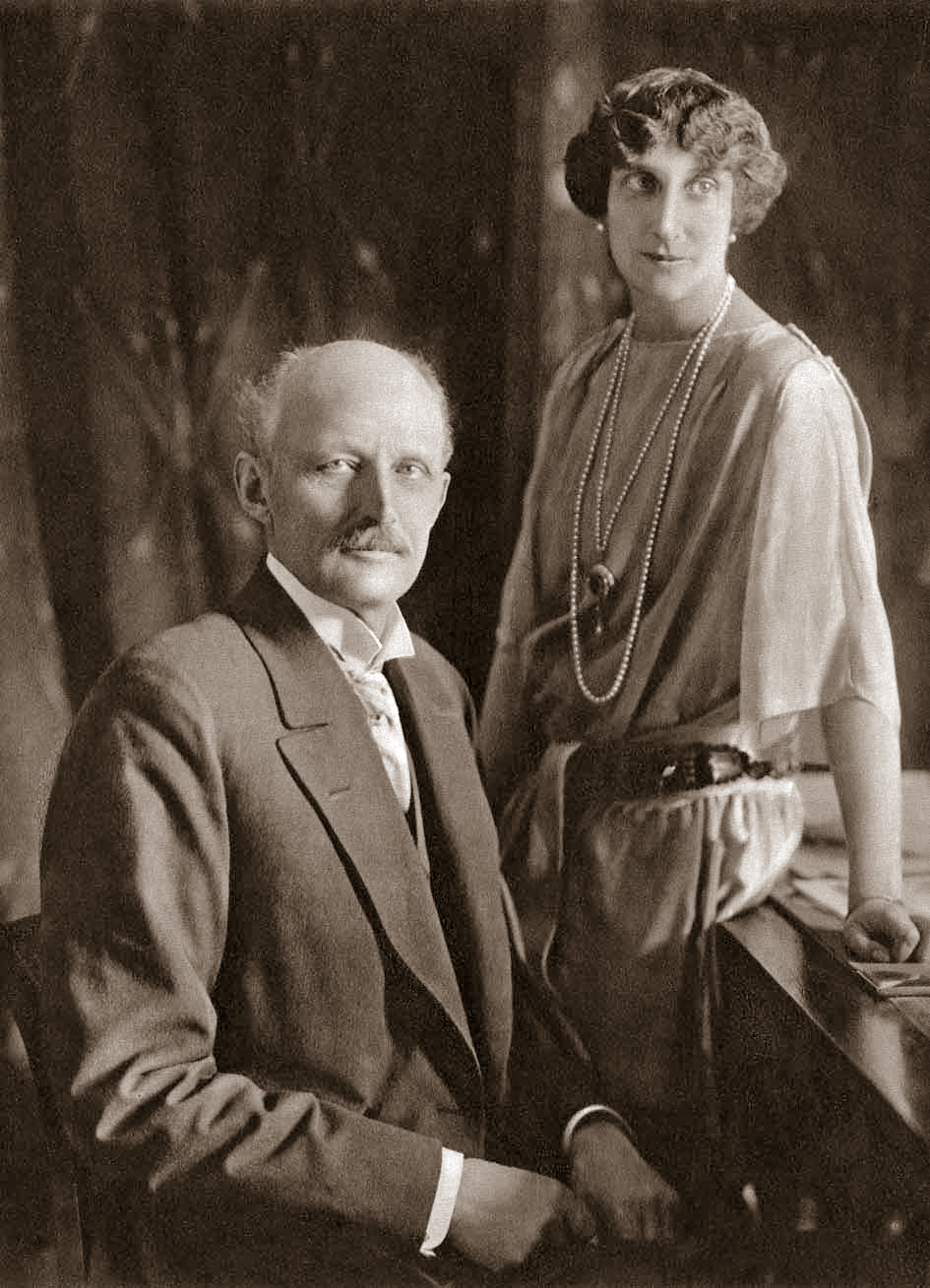
Із чоловіком, 1926 рік

У травні 1897 року відбулися заручини Інгеборги зі шведським принцом Карлом, середнім сином правлячого короля Швеції Оскара II. Наречений з цього приводу презентував принцесі діамантове намисто та намисто з перлами. Посаг дівчини становив 2.5 мільйони франків.
У віці 19 років Інґеборґа взяла шлюб із 36-річним Карлом Шведським. Вінчання пройшло у каплиці палацу Крістіансборг 27 серпня 1897. Наречена була вбрана у сукню з білого атласу та діаманти. На нареченому була синя форма королівської гвардії. На церемонії були присутніми члени данської та шведської королівських родин, а також вдова імператора Росії, велика княжна Ольга Олександрівна та принцеса Уельська. Серед весільних подарунків були численні коштовності, в тому числі кілька діадем, посуд, порцеляна, картини, старовинні меблі та предмети мистецтва. Копенгаген прикрасили прапорами, численний натовп вітав молоду пару. Після прийому у палаці відбулася родинна вечеря у Лицарській залі. По закінченні молодята вирушили на данську королівську яхту. Наступного ранку вони відпливли до Любека. Медовий місяць провели у Німеччині.
По прибуттю до Швеції Інґеборзі відвели кімнати у палаці Ульріксдал на березі Едсвікена, які до шлюбу займала її мати. Зимовою резиденцією подружжя став палац Арфюрстенс в центрі столиці. Втім, обоє віддавали перевагу життю на природі і винайняли відомого архітектора Фердінанда Боберга для побудови нової резиденції на острові Юргорден. Нова домівка отримала назву вілла Паркюдден, пара переїхала до неї у першій половині 1899 року.
В перший же рік перебування в Швеції Інгеборга устала улюбленицею королівської родини та народу через люб'язний, привітний та неформальний характер. Казали, що кращої з іноземних принцес було обрати неможливо. Король Оскар II називав її «маленьким променем сонячного світла». Вона не була красунею, проте мала приємну зовнішність. Старі шведи знаходили у ній схожість із дідом Карлом XV. Інгеборга виконувала багато офіційних обов'язків, фактично ставши першою леді, коли королева Софія зменшила свої публічні виступи. На представницьких виходах вела себе гідно та привітно, була відома дотепністю. Втім, кронпринцесі Вікторії не подобалося неформальна поведінка Інгеборги вдома, з приводу чого вона висловилася: «Ніхто не входить до кімнати кронпринцеси Швеції без стуку, навіть якщо це принцеса Інгеборга».

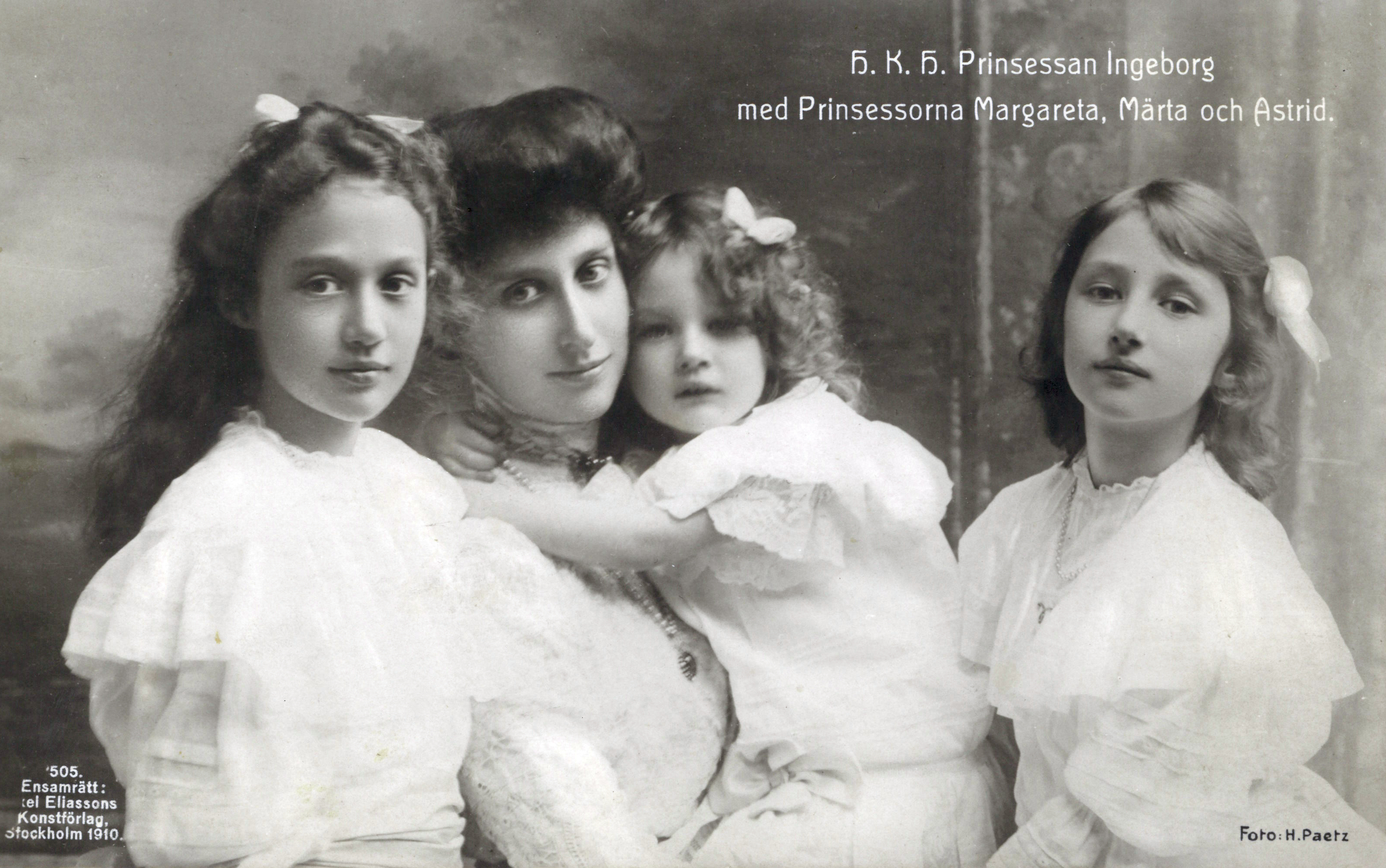
Принцеса Інґеборґа з доньками, 1910

Хоча до шлюбу Інґеборґа не надто добре знала Карла, і згодом казала, що одружилася з незнайомою людиною, шлюб виявився дуже гармонійним.
На другий рік після весілля вона завагітніла і у червні 1899 року народила первістка. Всього народила четверо дітей.
Батьки займалися їхнім вихованням самі, рідко користуючись послугами няньок та гувернанток. Дівчаток вчили вести домашнє господарство, шити одяг, а в їхньому ігровому будиночку стояла справжня плита, на якій вони готували їжу. Сімейство в країні називали «Щаслива родина».
Принцеса любила займатися спортом, особливо полюбляла катання на ковзанах.
Карл Шведський, після відвідин Всесвітньої виставки у Парижі, у 1900 році подарував дружині діамантову тіару від ювелірного дому Boucheron. У тому ж році Інгеборга очолила новостворену Sällskapet barnavård — організацію, метою якої було розширення знань щодо догляду та виховання дітей. На кошти організації будувалися дитячі будинки та проводилися освітні заходи.
У 1902 році герцог із дружиною відвідали Вестерготланд. Особливу увагу вони приділили горам Кіннекуле біля озера Венерн.
У травні 1903 року принцеса Інґеборґа разом із діверем Густавом відвідала перший шведський автосалон, який проводився у Стокгольмському спортивному парку. Разом вони здійснили демонстраційну поїздку на автівці Scania по колу арени, чим викликали захоплення глядачів. Інтерес до автівок в Швеції після проведення автосалону значно зріс.

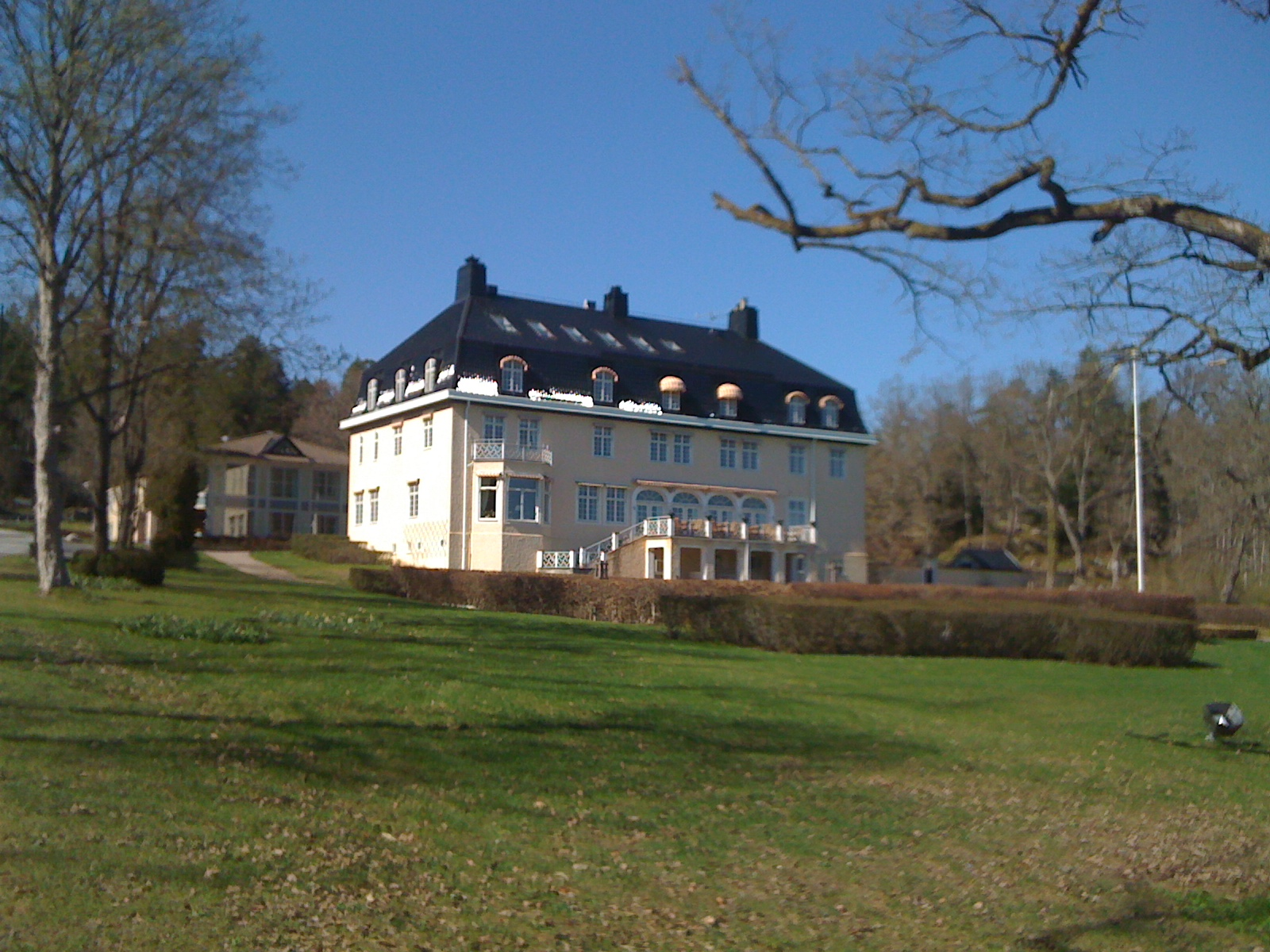
Вілла Фрідгем у 2011 році

У 1908 році подружжя відвідало Росію, будучи гостями на весіллі свого небожа Вільгельма з великою княжною дома Романових Марією Павлівною. У тому ж році родина перебралася до вілли Бистрьомс на острові Юргорден, де вони мешкали до економічної кризи 1922 року. Літньою резиденцією, починаючи з 1910 року, була вілла Фрідгем в Кольмордені, Естерйотланд, в розробці плану якої Інгеборга брала участь особисто. Садиба була обладнана автономним водогоном, опаленням та електрикою. Прилегла до неї територія в 600 акрів лісів, полів та луків із великою фермою, де трималася велика рогата худоба та вівці, також належала родині.
В політиці Інґеборґа симпатизувала демократам та лібералам. Ненавиділа консервативний кабінет Хаммаршельда і політику 1914 року, критикувала консервативну пресу.
У 1922 році, продавши віллу Бистрьомс, подружжя переїхало до квартири на вулиці Hovslagargatan, що на півострові Блазіхольмен. Стійкість перед тягарем економічних негараздів сприяли популярності принцеси. Вона стала символом дружини і матері в країні, її фото публікували в багатьох журналах, протягом багатьох років була найпопулярнішим членом королівського дому.
Під час Другої світової війни публічно виступала проти нацистської Німеччини.
24 жовтня 1951 пішов з життя принц Карл. Наприкінці 1953 року Інґеборґа продала віллу Фрідгем раді лену Естерйотланд. Навесні 1954 року померла їхня дочка Марта.
Померла 12 березня 1958 у Стокгольмі. Похована на Королівському цвинтарі в парку Хаґа поруч із чоловіком.
Наразі її нащадки посідають трони Норвегії, Бельгії та Люксембургу.

## Родина
Чоловік — Карл Шведський
Діти:
- Маргарита (1899—1977) — дружина принца Данії Акселя, мала двох синів;
- Марта (1901—1954) — дружина кронпринца Норвегії Олафа, мала двох доньок та сина;
- Астрід (1905—1935) — дружина короля Бельгії Леопольда III, мала двох синів та доньку;
- Карл (1911—2003) — герцог Остерготландський, принц Бернадот, був тричі одружений, мав єдину доньку.

## Нагороди
- Великий хрест ордену Слона (Данія);
- Орден Серафімів (Швеція) (22 березня 1952);
- Велика лента ордену імператорського ордену Милосердя (Дім Османів);
- Королівський родинний орден короля Крістіана IX 1-го класу (Данія);
- Королівський родинний орден короля Фредеріка VIII 1-го класу (Данія);
- Королівський родинний орден короля Крістіана X 1-го класу (Данія);
- Королівський родинний орден короля Фредеріка IX 1-го класу (Данія);
- Королівський родинний орден короля Оскара II 2-го класу (Швеція).

## Титули
- 2 серпня 1878—27 серпня 1897 — Її Королівська Високість Принцеса Інґеборґа Данська;
- 27 серпня 1897—26 жовтня 1905 — Її Королівська Високість Принцеса Інґеборґа Шведська та Норвезька, Герцогиня Вестерготландська;
- 26 жовтня 1905—24 жовтня 1951 — Її Королівська Високість Принцеса Інґеборґа Шведська, Герцогиня Вестерготландська;
- 24 жовтня 1951—11 березня 1958 — Її Королівська Високість Принцеса Інґеборґа Шведська, Герцогиня-Вдова Вестерготландська.